# 上海戲劇曲藝廣播
上海戲劇曲藝廣播（简称上海戲曲廣播），是上海广播电视台旗下一專業電台，於2002年7月15日正式宣告成立，是全國第一家專業戲曲廣播，前身是上海人民廣播電台文藝頻率。

## 历史
1978年后，上海电台文艺戏曲节目播出规模增大。1985年9月，以戏曲为主的调频101.7兆赫（后归动感101使用）立体声节目开播。1987年，上海电台文艺戏曲节目主要在中波1197千赫播出，对外呼号“上海人民广播电台文艺台”。1997年4月20日，频率呼号更改为“上海人民广播电台文艺频率”。
2002年7月15日，原上海文广新闻传媒集团下属的文艺频率节目内容细分为二，组建文艺频率和戏剧频率，新的戏剧频率以中波1197千赫、调频94.7兆赫（后归经典947使用）播出，频率以戏曲节目为主要播出内容，以中老年戏剧爱好者为目标听众。该频率是滬上獨有的以正宗吳語（上海話）播音為主的廣播頻率（半数以上节目用沪语播音），著名节目包括《老搭子茶館店》、《談天說地阿富根》、《滑稽王小毛》（停播）、《吳曲鄉音》、《說說唱唱》、《楊戲迷和馬大嫂》、《星期戏曲广播会》、《刑警803》（已移至故事广播播出）等，同时播送滬劇、滑稽戲等上海特色的戲曲曲藝節目。
2005年12月，戏剧频率归入新组建的SMG综艺部，播出频率调整为调频97.2兆赫。2007年12月23日，戏剧频率更名为戏剧曲艺广播，后于2008年1月20日重启《星期戏曲广播会》现场直播演出。
2009年，戏剧曲艺广播归入东方广播公司（后改为东方广播中心）管理。
2014年7月3日，上海广播电视台宣布，旗下艺术人文频道、七彩戏剧频道、经典947频率、戏剧曲艺频率组建“公益媒体群”，将转型为不以广告创收、收视率为考核目标的公益频道。

## 節目
该频率全天播音18个小时（5:00-23:00）。
- 说说唱唱
- 评书与故事
- 笑声与歌声
- 廣播書場
- 越剧大观园
- 吴曲乡音
- 戏谈
- 九州百戏
- 談天說地阿富根
- 京昆雅韻
- 淮扬戏苑
- 星期戏曲广播会
- 海上大戏院
- 寻医问药
- 大医生真帮忙（在多频率播出）

### 停播节目
- 滑稽王小毛（含《王小毛信箱》）
- 刑警803
- 开心6+1
- 天天有戏
- 越滬藝苑
- 滑稽档案
- 戲曲大家唱
- 天乐嘚吧秀
- 星期书会
- 說古道今聽評書
- 粉墨春秋故事會
- 杨戏迷和马大嫂
- 午夜星河
- 越沪艺苑

## 主播
- 肖亞
- 葛明銘
- 朱信陵
- 趙潔
- 趙虹
- 張源
- 葉進
- 徐蓉
- 辛寧
- 肖玲
- 吳越
- 王薇之
- 陸澄
- 劍平
- 關心
- 天樂